# ماتيوس كونيا

## روابط خارجية
- ماتيوس كونيا على موقع الاتحاد الأوربي (الإنجليزية)
- ماتيوس كونيا على موقع إي إس بي إن إف سي (الإنجليزية)
- ماتيوس كونيا على موقع قاعدة بيانات كرة القدم.إي يو (الإنجليزية)
- ماتيوس كونيا على موقع ليكيب (الفرنسية)
- ماتيوس كونيا على موقع ناشيونال فوتبول تيمز (الإنجليزية)
- ماتيوس كونيا على موقع Soccerbase.com (لاعب) (الإنجليزية)
- ماتيوس كونيا على موقع Soccerway.com (الإنجليزية)
- ماتيوس كونيا على موقع عالم كرة القدم.نت (الإنجليزية)
- ماتيوس كونيا على موقع اللجنة الأولمبية الدولية (الإنجليزية)
- ماتيوس كونيا على موقع أوليمبيديا (الإنجليزية)